# Ebru Yildiz
Ebru Yildiz je turecko-americká fotografka. Narodila se a vyrůstala v Ankaře a později se usadila v Brooklynu. Zabývá se především portréty hudebníků. Fotografovala například Johna Calea, Laurie Anderson či Maca DeMarca. V roce 2016 vydala fotografickou knihu We’ve Come So Far: The Last Days of Death by Audio, v níž zaznemanává poslední dny brooklynského klubu Death by Audio. Časopis Complex ji v roce 2012 zařadil na 42. příčku žebříčku nejlepších současných hudebních fotografů.

## Galerie

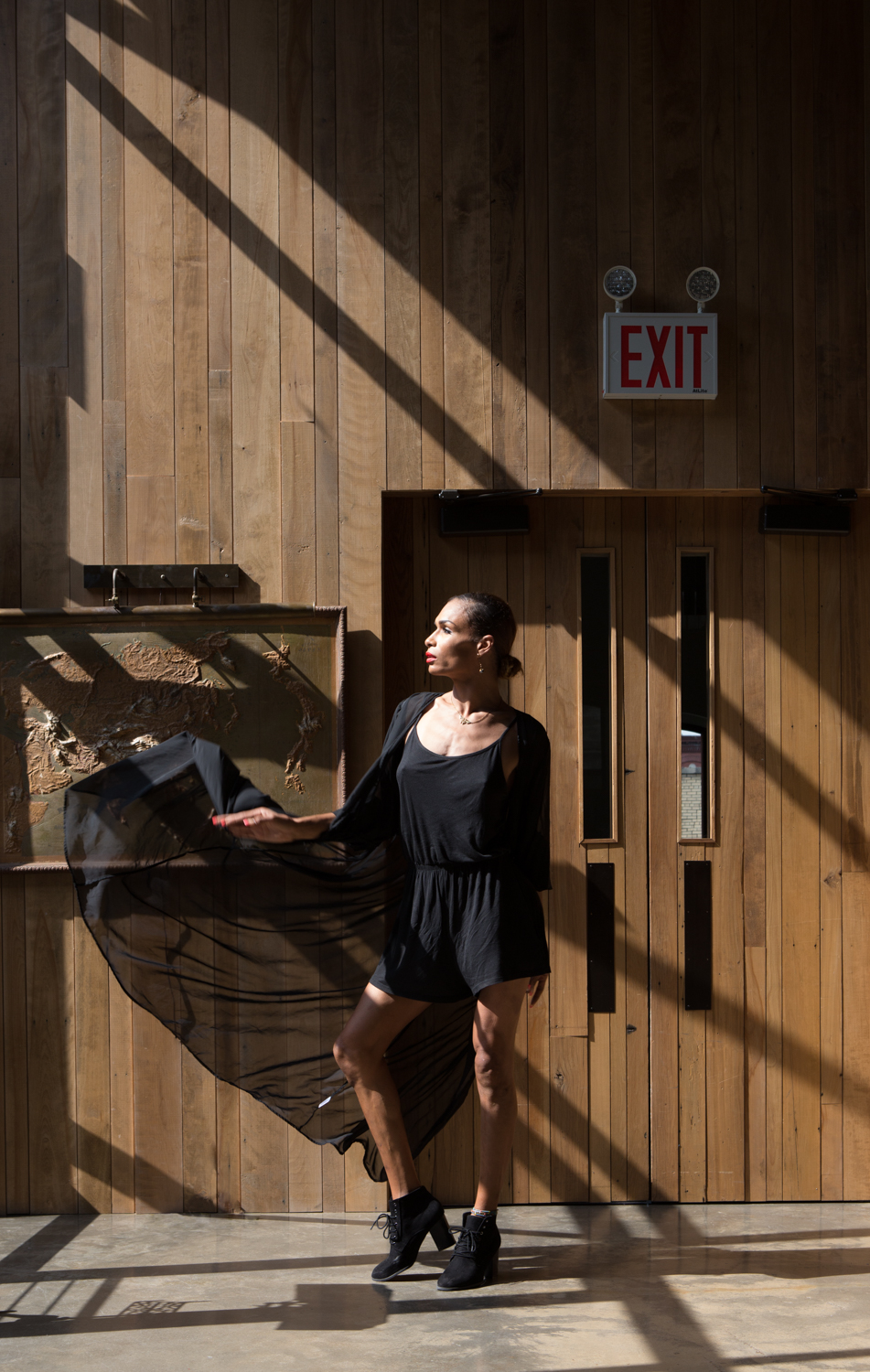
Leiomy Mizrahi
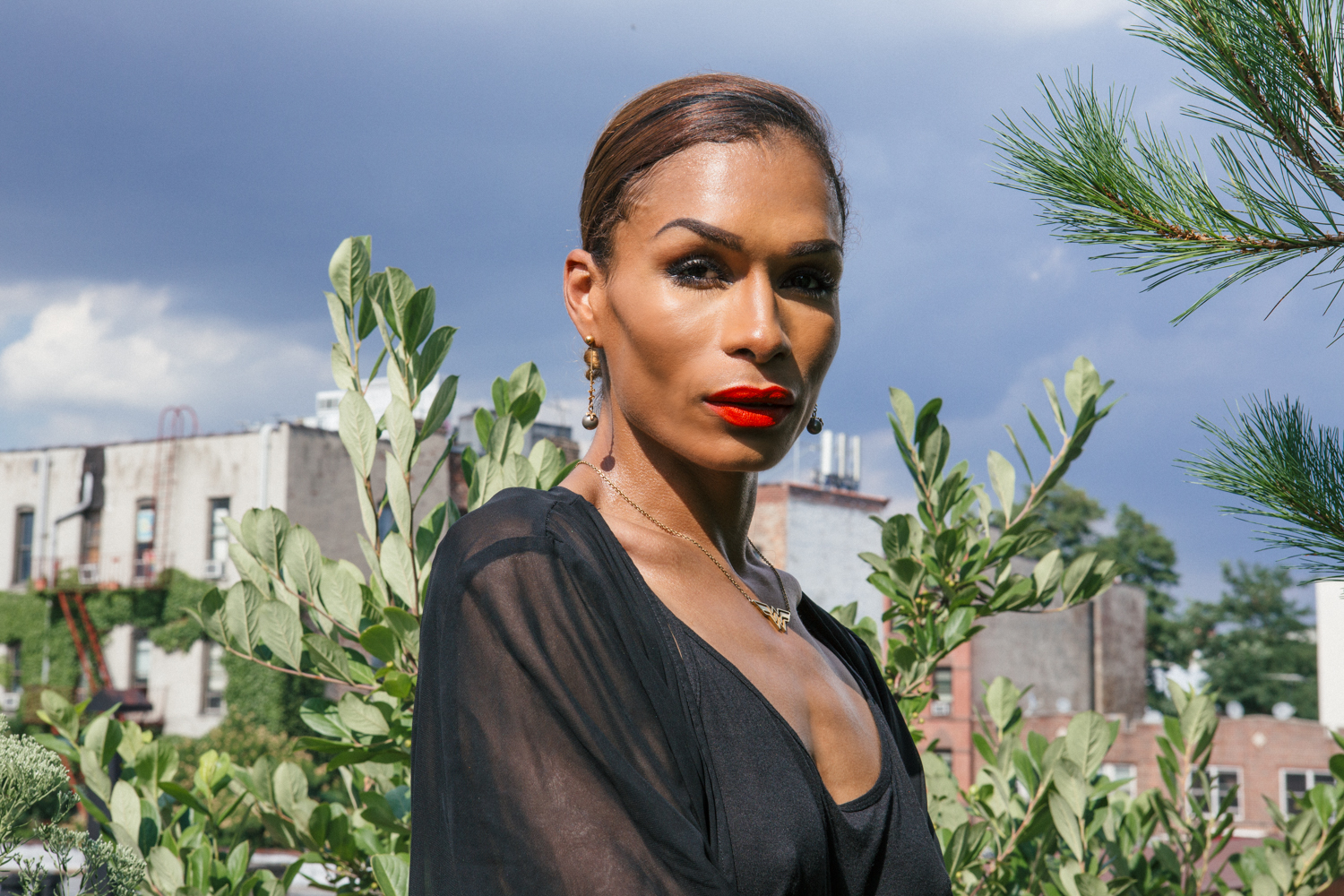
Leiomy Mizrahi